# Wayne (série de televisão)
Wayne é uma websérie de comédia de ação estadunidense criada por Shawn Simmons que estreou em 16 de janeiro de 2019 no YouTube Premium. É estrelada por Mark McKenna, Ciara Bravo e Joshua J. Williams.
Em 16 de agosto de 2019, a série foi cancelada após uma temporada. A primeira temporada foi adicionada ao catálogo do Amazon Prime Video em 6 de novembro de 2020, renovando as especulações de que poderia ser renovada para uma segunda temporada.

## Elenco e personagens

### Principal
- Mark McKenna como Wayne McCullough[1]
- Ciara Bravo como Delilah "Del" Luccetti[2]

### Recorrente
- Stephen Kearin como Sargento Stephen Geller
- James Earl como Oficial Jay Ganetti
- Dean Winters como Bobby Luccetti
- Jon Champagne como Carl Lucetti
- Jamie Champagne como Teddy Lucetti
- Mike O'Malley como diretor Tom Cole
- Joshua J. Williams como Orlando Hikes
- Francesco Antonio como Reggie
- Kirk Ward como Calvin Clay
- Michaela Watkins como Maureen McNulty
- Sean Patrick Dolan como Darren
- Thomas Mitchell Barnet como Scott
- Patrick Gallagher como Mr. Hernandez
- Maxwell McCabe-Lokos como Eric
- Zoé De Grand'Maison como Jenny
- Odessa Adlon como Trish
- Harrison Tanner como Stick
- Akiel Julien como Gill
- Jack Foley como Orande

## Recepção
No Rotten Tomatoes, a série tem 100% de aprovação com uma classificação média de 8/10 com base em 12 críticas. O consenso crítico do site diz: "A série mais violenta que você verá durante todo o ano, Wayne é a rebatedor". Cinco dias após a estreia da série, o primeiro episódio acumulava mais de 10 milhões de visualizações.